# Mission Dolores Park
Il Mission Dolores Park o semplicemente Dolores Park è un parco pubblico di 5,5 ettari di San Francisco, in California, situato nel Mission District ed inaugurato nel 1905. Prende il nome dalla Missione Dolores (ufficialmente: Missione San Francisco de Asís), l'edificio più antico della città..

## Descrizione
Il parco è situato nella parte sud-orientale della città di San Francisco. È delimitato dalla a nord dalla 18th Street, a sud dalla 20th Street, ad ovest dalla Church Street e ad est dalla Dolores Street e si trova in cima ad una collina (il punto più elevato del parco è situato nella parte sud-occidentale, all'incrocio tra la Church Street e la 20th Street).
È destinato al passeggio, al picnic e ad attività sportive quali il tennis, la pallacanestro, ecc.
Il parco è tagliato in due (parte nord e parte sud) da un sentiero pedonale, chiamato in origine "Nineteenth Street Boulevard".

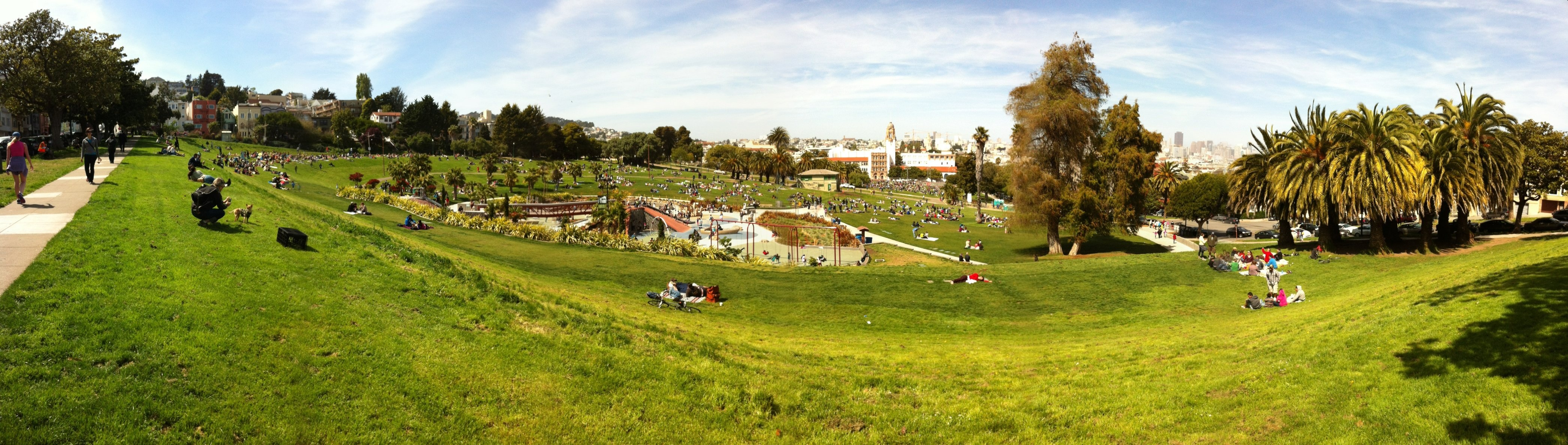
San Francisco: panoramica del Mission Dolores Park

## Storia
Il parco fu creato nel 1905 nel luogo in cui in origine sorgeva il cimitero ebraico di San Francisco.
L'anno seguente il parco ospitò 1.600 residenti rimasti senza casa dopo il terremoto e l'incendio.

## Flora
All'interno del parco crescono piante e fiori quali la magnolia (Magnolia grandiflora), la Corymbia ficifolia, la Liquidambar orientalis, l'acacia nera (Acacia melanoxylon), il pittosporo ondulato (Pittosporum undulatum), la sequoia (Sequoia sempervirens), il Ligustrum japonicum, l' Alectryon excelsus, l'albero del pepe brasiliano (Schinus terebinthifolia), il falso pepe (Schinus molle), il fico (Ficus carica), la Brahea edulis, l' Umbellularia californica, ecc.